# Gertrudiella validinervis
Gertrudiella validinervis är en bladmossart som beskrevs av Brotherus 1925. Gertrudiella validinervis ingår i släktet Gertrudiella och familjen Pottiaceae. Inga underarter finns listade i Catalogue of Life.